# Ђорђо Орсини
Ђорђо Орсини или често под именом Ђорђо да Себенико (лат. Georgius Mathaei Dalmaticus - уметничко име; Задар, око. 1410 – Шибеник, 1473) био je италијански средњовековни вајар и архитекта, који је велики део свога живота провео радећи у Шибенику.

## Живот и рад
Ђорђо Орсини потиче од старе племићке лозе Орсини. Његов отац Матео, а касније и сам Ђорђо, су били принуђени да се издржавају радом својих руку пошто им племићки статус није доносио никакве приходе. Ђорђо је образован као архитекта и вајар али не зна се много о његовој наобразби и највероватније је то било у Венецији, у радионици Ђованија и Бартоломеа Буон. Овој двојици је Орсини помагао у изради декорација на Porta della Carta дуждеве палате. Оженио се Елизабетом да Монте, која му је у мираз донела неколико кућа у Венецији. Са почетком његовог рада у Шибеник 1441. године, овај је град постао место где је он провео остатак свога живота. Своју уштеђевину је уложио у трговачке послове и у трговину заједно са два друга партнера. Сам је саградио себи кућу код исте катедрале коју је он градио годинама и по којој је постао познат. Његов рад је постао део златног века средњовековне далматинске уметности. Његово највише уметничко достигнуће је Катедрала Св. Јакова у Шибенику - која се на италијанском спомиње као Ил домо Сибенико, чији је он био главни архитекта од 1441. до 1473. године. Цела грађевина је потпуно сачињена од камена, без опека или дрвета у својој структури. Његов задатак је био да сагради хорски део катедрале, чији темељи још нису били ни постављени, па затим да подигне кров (свод) за који су тек постојали носећи стубови, и да подигне звоник (куполу) заједно са лантерном. Ђорђо није никад завршио започети посао на Катедрали. Посебно су занимљиве 72 бисте у камену, на венцу око грађевине, изненађујуће реалистичне за то време. Ове бисте одсликавају директно карактер градског живота тога времена и његових суграђана. Од 1. јула 1477. радове је наставио други архитекта - Николо да Ђовани ди Фиренца. Николо је конструисао и саградио камени кров катедрале. Катедрала Светог Јакова у Шибенику је урачуната у светску баштину УНЕСКО-а
У Сплиту Ђорђо је саградио неколико палата а 1448. године је исклесао у камену олтар катедрале светог Дује. У Дубровнику (који је тада био Дубровачка република), је радио на рестаурацији Кнежеве палате и тврђаве Минчета. Направио је такође урбанистички план за Паго. У Италији је радио у Анкони где је саградио Лођа деи Мерканти (Loggia dei Mercanti) у венецијанском готском стилу и портал цркве св. Фрање. Његови дуборези и скулптуре припадају касном готском стилу, док му је архитектура- стилским, архитектура ране италијанске ренесансе.

## Име
У Хрватској се Орсини помиње као хрватски i italijanski архитект Јурај Далматинац и Ђорђо Орсини. Ово је име каснији превод (20. век) његовог уметничког имена „Georgius Dalmaticus“. Друга верзија похрваћеног Орсинијевог имена је Јурај Матејевић. Ово име је транслитерација "Georgivs Mathei" (Ђорђо, Матијин син) текста угравираног у мермер катедралне цркве светога Јакова у Шибенику 
Хрватски аутор Љубо Караман тврди да Орсини није никад користио своје презиме него је то презиме „узео“ Ђорђов син након Ђорђове смрти. Караман, а ни други хрватски аутори (Цвито Фисковић, Гатин ) који понављају Карамана, своју тврдњу не подупире никаквим документима из времена живота и рада Ђорђа Орсинија. Карамана и све оне који га понављају, побијају енглески архитект Џексон који наводи уговор о куповини куће (склопљен јуна 1455) коју је Орсини купио од локалног шибенског великаша и где је купац именован као Ђорђо Орсини и два италијанска аутора који потврђују да су Ђорђов син Паоло и унук Ђовани користили званично презиме Орсини и да им је венецијански гувернер Далмације Валерио Орсини признао припадност племићкој кући Орсинијевих 1540. године.
Важно је приметити да постоји један број хрватских и југословенских аутора који су прихватили право презиме овог италијанског архитекта и вајара.

## Меморабилије
У Русији, Србији, и Хрватској је познат и као Јурај Далматинац. Може се навести да је у част Јураја Далматинца издата поштанска марка у Хрватској те направљена скулптура у Шибенику (рад вајара Ивана Мештровића). Поред тога његово име носе многе школе као она у Шибенику, те улице у Загребу, Винковцима, Задру и неким другим градовима.

## Значај
При радовима у хрватским приморским и италијанским градовима Орсинију су помагали бројни домаћи сурадници и ученици, којима је поверавао и самосталне радове по својим пројектима. Окупио је четрдесеетак сарадника и одгојио двадесетак ученика. Најважнији су Андрија Алеши, који се касније развио у плодног и самосталног уметника, као и Иван Прибиславић, с којим је радио у Шибенику, Рабу и Анкони. Орсинијева уметничка снага и разграната делатност одлучно су утицале на даљи развој далматинске архитектуре. С градилишта шибенске катедрале, на којој је радио све до смрти 1473/75, ширили су се по Далмацији архитектонски, декоративни и вајарски облици које је је он развио. Рашчлањене ренесансне компоненте у његовим скулптурама и појединим архитектонским остварењима показује низ додирних тачака с Донателовим и Микелоцоевим радовима. Стога његов долазак и рад у Далмацији доводе до снажнога проширења касноготичке декорације венецијанског карактера, као и до првога продора најразвијенијих фирентинских ренесансних облика. Тиме је по својој даровитости једна од појава и заузео је равноправно место међу најважнијим европским ренесансним скулпторина и архитектима средине 15. века.